# Oedignatha montigena
Oedignatha montigena là một loài nhện trong họ Corinnidae.
Loài này thuộc chi Oedignatha. Oedignatha montigena được Eugène Simon miêu tả năm 1897.